# IC 3316
IC 3316 је спирална галаксија у сазвјежђу Береникина коса која се налази на листи објеката дубоког неба у Индекс каталогу.
Деклинација објекта је + 26° 9' 51" а ректасцензија 12h 25m 36,0s. Привидна величина (магнитуда) објекта IC 3316 износи 16,2 а фотографска магнитуда 17,0. IC 3316 је још познат и под ознакама KUG 1223+264, PGC 89598.